# Nomada ednae
Nomada ednae är en biart som beskrevs av Cockerell 1907. Nomada ednae ingår i släktet gökbin, och familjen långtungebin. Inga underarter finns listade i Catalogue of Life.